# M80 Zolja
M80 Zolja je jednokratni lako prenosivi protutenkovski raketni bacač proizveden u bivšoj Jugoslaviji. M80 Zolja danas se proizvodi u Srbiji i Makedoniji.
Napravljena od pojačane plastike M80 Zolja zamišljena je tako da ju može koristiti pojedinac za uništavanje borbenih vozila, tenkova te ostalih vojnih vozila. M80 Zolja je jednokratni raketni bacač kojemu su karakteristike jednostavnost korištenja i mala težina. M80 Zolja sliči američkom raketnom bacaču M72 LAW. M80 Zolja je teleskopska zbog čega se lakše prenosi. M80 se sastoji od prednje cijevi te stražnje koja je uvučena u prednju, pucačkog mehanizma, prednjeg i stražnjeg nišana, ručice za prenošenje te poklopca za pokrivanje prednjeg i stražnjeg dijela cijevi.
64 mm protutenkovska raketa pozicionirana je u stražnjem dijelu raketnog bacača. Raketa se sastoji od eksplozivne glave, krilca za stabilizaciju te samog tijela rakete. Eksplozivna glava može probiti 300 mm čvrstog čelika pri pravome kutu. Ako se meta ne pogodi unutar 4-6 sekundi aktivirat će se mehanizam za samouništenje i raketa će eksplodirati. Raketa leti brzinom od 190 m/s što joj omogućuje pogodak u metu udaljenu 240 metara, visine 250 centimetara.